# 勒舍曼
勒舍曼（法語：Le Chemin，法語發音：[lə ʃəmɛ̃]）是法国马恩省的一个市镇，属于香槟沙隆区。

## 地理
勒舍曼（49°0'17"N, 4°58'14"E）面积6.24 平方千米，位于法国大東部大區马恩省，该省份为法国东北部内陆省份，北起阿登省，西北接埃纳省，西南接塞纳-马恩省，南至奥布省，东南接上马恩省，东临默兹省。
与勒舍曼接壤的市镇（或旧市镇、城区）包括：埃克莱尔、阿戈讷地区帕萨旺、锡夫里-昂特、旧当皮埃尔、阿戈讷地区维莱。

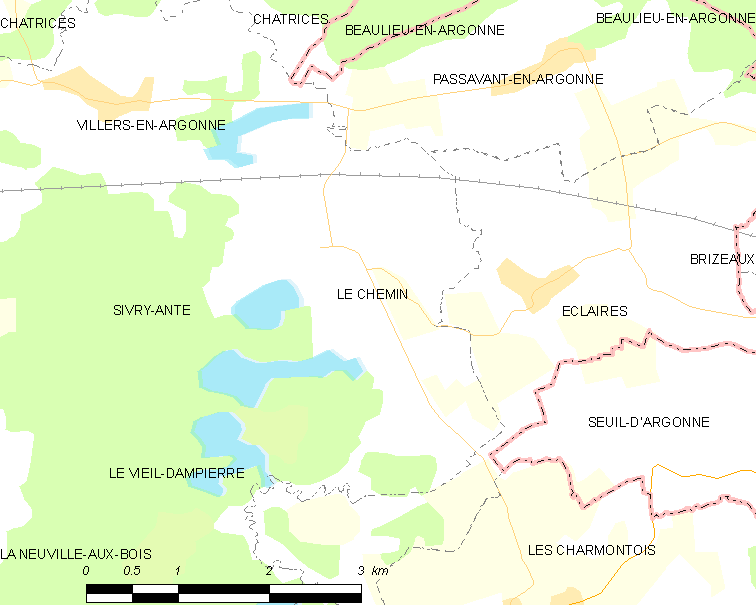
勒舍曼的OSM定位图

勒舍曼的时区为UTC+01:00、UTC+02:00（夏令时）。

## 行政
勒舍曼的邮政编码为51800，INSEE市镇编码为51143。

## 政治
勒舍曼所属的省级选区为阿戈讷-叙普-韦勒县。

## 人口

1962-2008年间勒舍曼人口变化图示

勒舍曼于2022年1月1日时的人口数量为62人。